# Molnár Károly (zeneszerző)
Molnár Károly (Hosszúfalu, 1901. január 19. – Sepsiszentgyörgy, 1985. március 18.) – romániai magyar zenepedagógus, zeneszerző, karmester és kórusvezető.

## Életútja, munkássága
Középiskolai és zenei tanulmányait Brassóban végezte, ugyanott és Sepsiszentgyörgyön fejtette ki sokoldalú tevékenységét. Munkásságának fő területe a szimfonikus zene (szimfóniák, indulók, programművek, köztük a Kárpáti visszhang; Remény). Hangszeres kamarazenéjéből kiemelendők hegedű-zongora-szonátái. A zenés színpad számára írt operettet (A puszta rózsája), kísérőzenét szerzett Lope de Vega A kertész kutyája c. darabjához, pantomimet Tompa Mihály költeménye alapján (Havasi táncos). Zenés vígjátéka – Barkó György versbetéteivel – Antal Péter szövegkönyve alapján készült (Száll a labda). Szemlér Ferenc fordításában Maria Banuș versére kantátát komponált (Hazám). Ady Endre, József Attila, Juhász Gyula költeményeinek felhasználásával dalokat és kórusműveket szerzett. Stílusát a könnyen rögzíthető dallamosság és harmóniai-formai áttekinthetőség jellemzi.